# Colonia di Rovegno
La colonia di Rovegno è un'ex colonia estiva situata a 950 m nel comune di Rovegno, in alta val Trebbia, nella città metropolitana di Genova.
È stata progettata dall'ingegnere Camillo Nardi Greco (1887-1968) e realizzata tra il 1933 e il 1934. Allo stesso progettista si devono anche le analoghe strutture costruite, sempre negli anni trenta del Novecento, a Savignone (Renesso e Monte Maggio) e Chiavari (Colonia Fara).

## Storia

### La costruzione della colonia
La colonia di Rovegno, tipico esempio di architettura razionalista, fu costruita nel 1933 come luogo di soggiorno di villeggiatura per bambini, da utilizzarsi prevalentemente nel periodo estivo.
La costruzione della colonia si inquadrava nell'ambito di un più ampio progetto, finanziato dal Partito Nazionale Fascista allora al potere, che vide crescere a livello nazionale il numero delle colonie estive per bambini e ragazzi, a testimonianza della volontà del regime di intervenire direttamente nell'educazione dei giovani. Al tempo stesso la costruzione di questi nuovi edifici, con caratteristiche costruttive innovative e improntati a criteri igienico-salutistici, assumeva una notevole valenza propagandistica.
Nell'ambito di questo progetto vennero edificate in Liguria altre quattro strutture simili: oltre a quelle già citate di Renesso, Monte Maggio e Chiavari, tutte opera dello stesso Camillo Nardi Greco, nel 1939 ne venne edificata anche una quinta a Santo Stefano d'Aveto.
I lavori iniziarono il 1º marzo del 1934 e terminarono in soli cinque mesi. L'inaugurazione avvenne il 29 luglio 1934. Fino al settembre del 1942 la colonia svolse regolarmente la sua funzione di colonia estiva.
Nel 1939 la struttura fu anche ampliata con la realizzazione di un grande chalet a ovest adibito a infermeria, che portò la capienza complessiva dagli originari 450 a 500 posti letto. Gran parte dei giovani che arrivavano qui per il turno di villeggiatura provenivano dal centro storico di Genova, luogo notoriamente angusto e all'epoca fortemente inquinato a causa della industrializzazione del porto. La prevenzione dalla tubercolosi tramite cure eliotropiche e attività fisica erano il fulcro del soggiorno. La permanenza era totalmente gratuita compreso il viaggio e le attrezzature sportive. Le permanenze estive terminarono alla fine dell’estate del 1942.

### Seconda guerra mondiale
Da ottobre 1942 la colonia fu impiegata come struttura di sfollamento per i ragazzi di Genova e vi si tennero addirittura le lezioni per alcune classi delle scuole. Le stesse camerate svolgevano la funzione di aule. I comodini adagiati sul fianco, venivano impiegati come banchi. I ragazzi, con le gambe incrociate dentro il comodino, sedevano sullo sportello e scrivevano sui quaderni posti sul fianco del comodino.
Alla caduta del fascismo la Colonia funzionò ancora per un po' di tempo. Aveva consentito lo sfollamento di circa 330 ragazzi dall'ottobre 1942 a circa inizio settembre 1943, compreso quindi anche l'inverno 1942-1943. I ragazzi erano organizzati in quattro compagnie, ciascuna di tre plotoni di trenta alunni, tranne la quarta che non era completa. Il riscaldamento funzionò sempre e quell'inverno la neve arrivò, si disse, a due metri, tanto che gli occupanti rimasero chiusi un paio di mesi. 
Nella primavera del 1944 le forze partigiane attive dall'autunno del 1943 sui monti dell'entroterra genovese avviarono un'offensiva che spinse i nazifascisti a spostarsi verso la costa abbandonando le valli interne e nel mese di luglio la val Trebbia, da Bobbio a Torriglia, divenne una zona libera partigiana. La colonia fu utilizzata dai partigiani come sede del comando della "Sesta Zona Liguria" e come infermeria. Per la sua capienza venne anche adibita dagli stessi a prigione per militari tedeschi e appartenenti alle forze armate della Repubblica Sociale Italiana o alle milizie paramilitari (Brigate nere) che le affiancavano. Alla fine di agosto i nazifascisti attuarono una massiccia azione di rastrellamento che a novembre portò alla riconquista della valle, respingendo i partigiani sui monti.
Nel pieno dell'offensiva dei tedeschi e dei militari della R.S.I. le forze partigiane ottennero tuttavia un importante risultato, con il passaggio di un intero battaglione della divisione alpina "Monte Rosa" tra le file dei resistenti. I rastrellamenti proseguirono per tutto il mese di gennaio del 1945 finché la controffensiva delle formazioni partigiane portò a rioccupare definitivamente la valle, e la colonia, a febbraio del 1945.

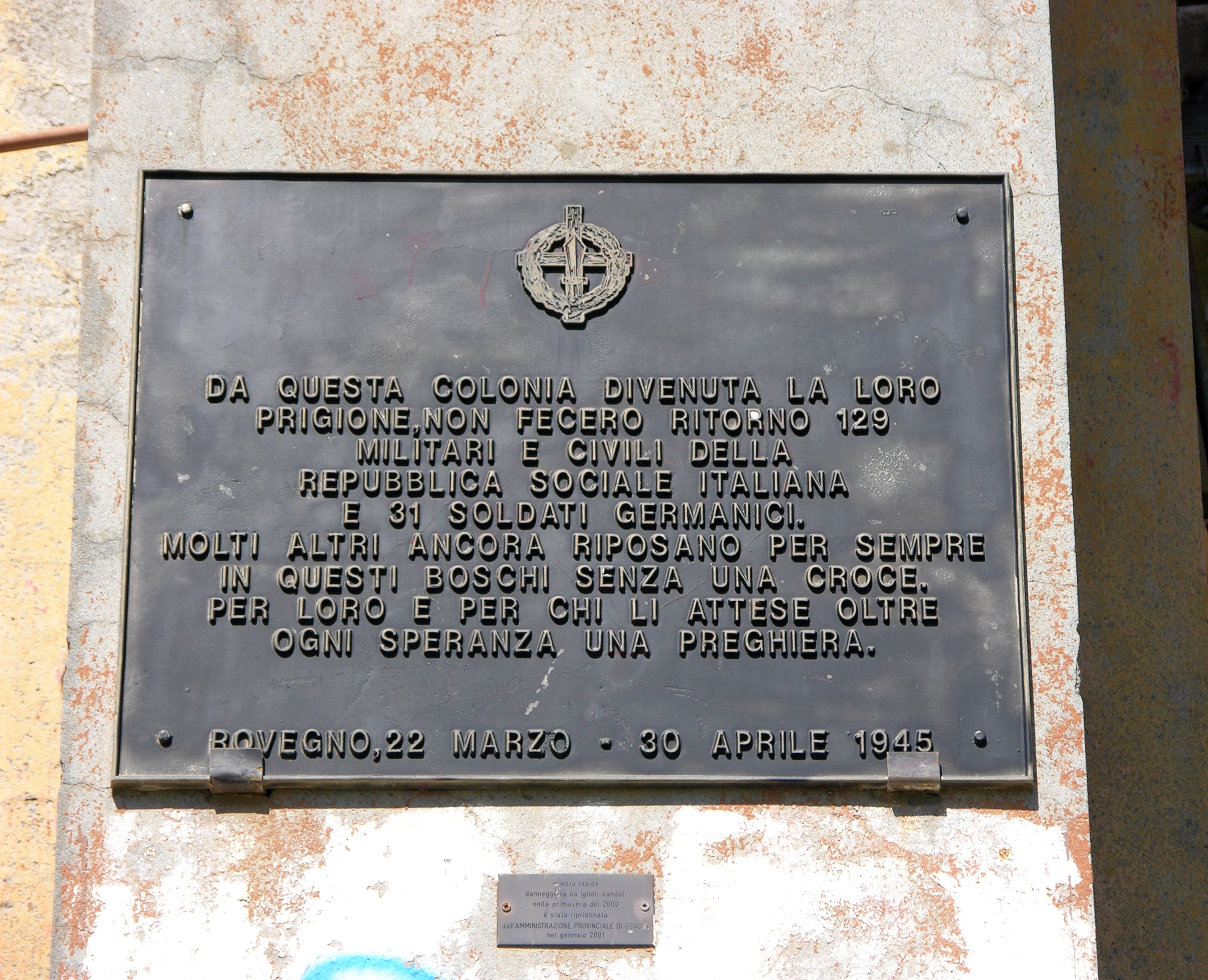
La lapide in memoria dei caduti della R.S.I.

Tra marzo ed aprile del 1945, secondo quanto riportato in alcuni romanzi di Giampaolo Pansa, parte dei prigionieri rinchiusi nella colonia, soprattutto militari della RSI e membri delle Brigate nere, furono giustiziati e sepolti in fosse comuni nei boschi limitrofi. Un documento della questura di Genova (Gab-102030 del 31 gennaio 1946) ipotizzava la presenza di circa 600 salme, numero in seguito fortemente ridimensionato: i rapporti dei carabinieri e del ministero della difesa indicano il rinvenimento nei mesi successivi alla cessazione delle ostilità delle salme di 129 italiani, tra militari e Brigate nere, e di 31 soldati tedeschi, fucilati o caduti in combattimento negli ultimi giorni di guerra, solo in parte identificati. La prima esecuzione risale al 22 marzo 1945 e ha riguardato 42 componenti delle Brigate nere e tre militari tedeschi, condannati a morte dal tribunale partigiano.
Per queste ragioni il luogo nel tempo è divenuto un punto di riferimento per i simpatizzanti della R.S.I., che in memoria dei caduti apposero una lapide commemorativa in corrispondenza dell'ingresso principale, successivamente distrutta da ignoti; su interpellanza del gruppo consigliare di AN la giunta provinciale di Genova nel 2001 ne finanziò il ripristino.

### Dopoguerra
Appena finita la guerra la colonia venne data in affitto all'opera di Don Orione, che ne fece un luogo di vacanza per i ragazzi dell'istituto, ma dalla fine degli anni sessanta fu abbandonata e colpita da svariati atti vandalici che la resero inabitabile. Negli anni novanta l'ultimo piano fu utilizzato per un breve periodo come osservatorio astronomico. Oggi l'edificio, seppur abbandonato e non in condizioni perfette, viene utilizzato periodicamente per svolgere attivita sportive di softair. Diverse ipotesi sono state avanzate nel corso degli anni per il recupero della struttura; nei primi anni duemila il comune di Rovegno la cedette a una società di Milano, che intendeva utilizzarla per ospitarvi anziani e disabili, ma nessuna iniziativa trovò mai concreta realizzazione, ed anzi i locali furono più volte teatro di rave party clandestini.

## Struttura
La colonia sorge su di un pianoro erboso, chiamato Levillà, a circa 950 metri sul livello del mare, lontana dal centro abitato e circondata da boschi di castagni e pini. L'edificio ha un volume di 30.000 m3 e copre un'area di 1600 m² (divenuti 1800 con un successivo ampliamento), ha una pianta articolata secondo uno schema a C e si sviluppa su due piani oltre al piano terra e il seminterrato.
Il corpo centrale è costituito da un parallelepipedo allungato, che ospita un imponente ingresso e uno scalone, dal quale si accede ai piani superiori e alle camerate, in grado di ospitare 450 posti letto, come già detto portati a 500 nel 1939 quando la struttura fu ampliata a ovest. Due volumi più corti sono posti lateralmente al corpo centrale, uno dei quali ha un ingresso coperto da una tettoia. Il corpo orientato verso levante, destinato ad area ricreativa, ospitava al suo interno un cinema, una palestra e una piccola cappella. Il corpo orientato a ponente ospitava in una più ampia parte circolare il refettorio, ed è caratterizzato da una maggiore altezza, essendo sormontato da una torretta con orologio. In origine era dotata di piscina, un campo da calcio con pista podistica e un campo da pallacanestro.
Al piano terra si trovavano un grande salone per la ricreazione, la palestra, la cappella, l'ambulatorio medico e gli uffici, nel seminterrato erano i locali di servizio (cucine, lavanderia e le stanze per il personale di servizio).
Interamente realizzata in cemento armato e in aderenza ai canoni stilistici del razionalismo, la struttura ha mantenuto inalterate nel tempo le sue caratteristiche architettoniche, seppure danneggiata dallo stato di abbandono: per tali motivi è stata oggetto di studi a livello universitario e dal 1999 è soggetta a vincolo architettonico e ambientale.

## Galleria d'immagini

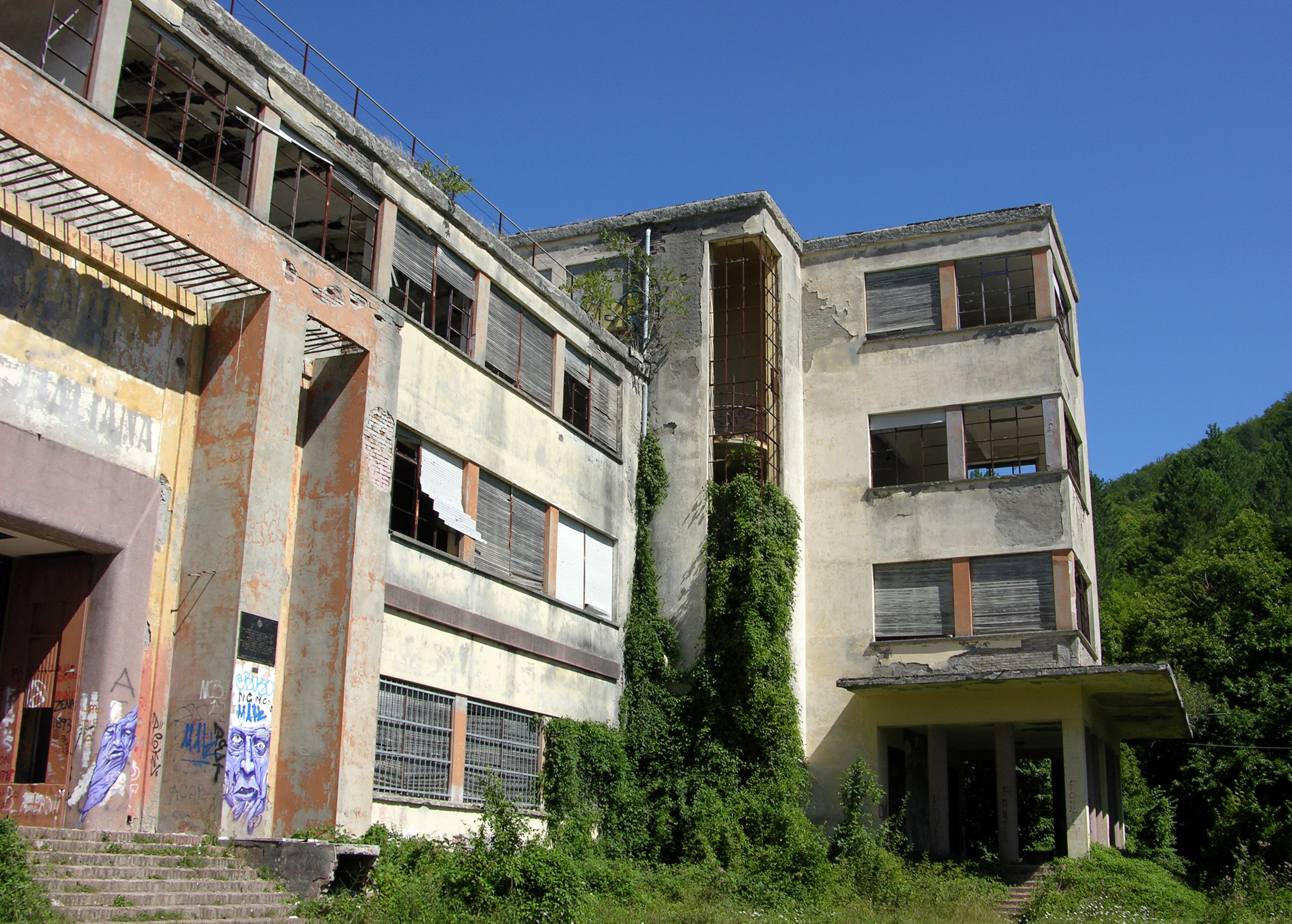
Lato ovest
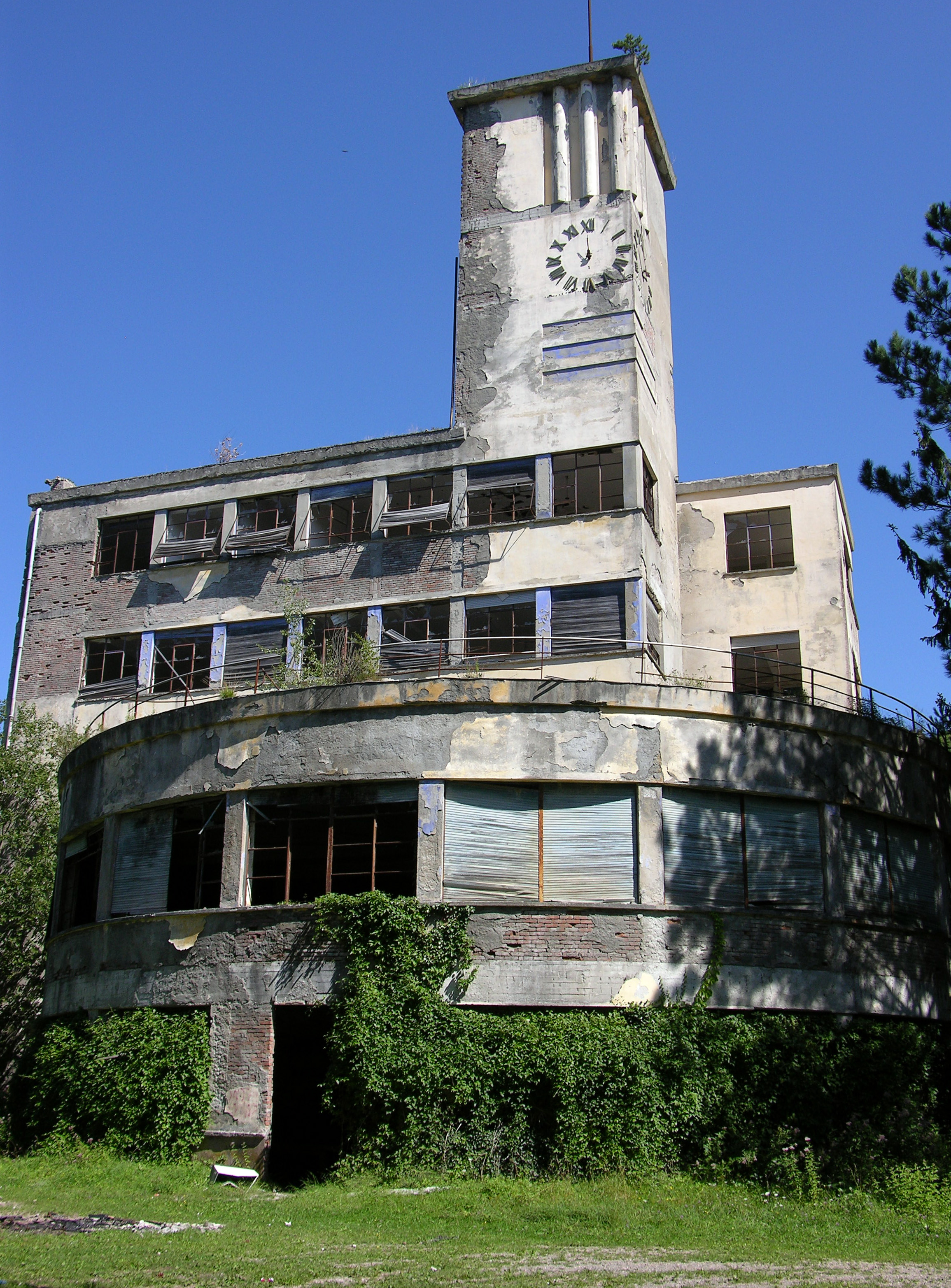
Lato est con torre
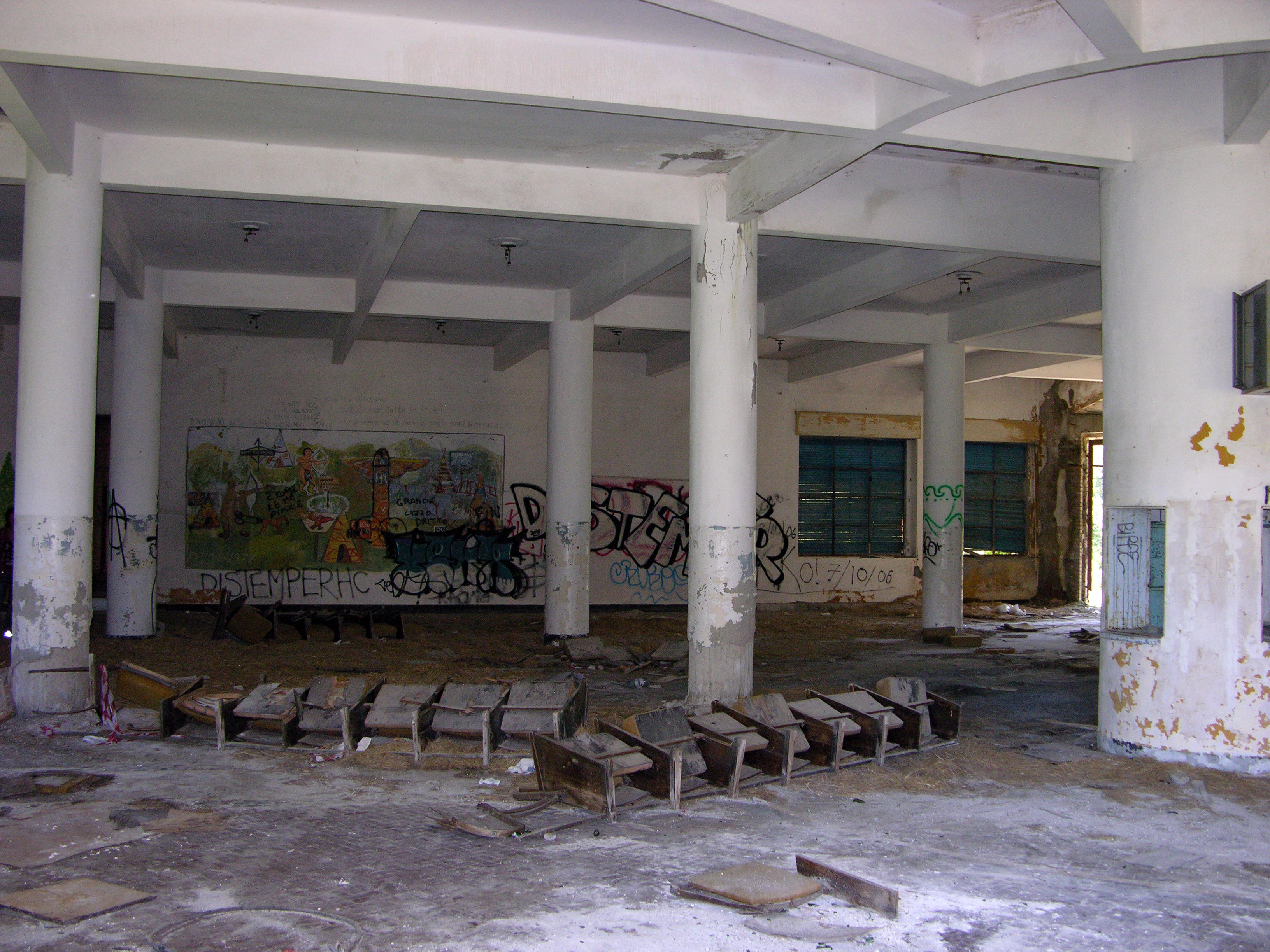
Interno - Refettorio 1
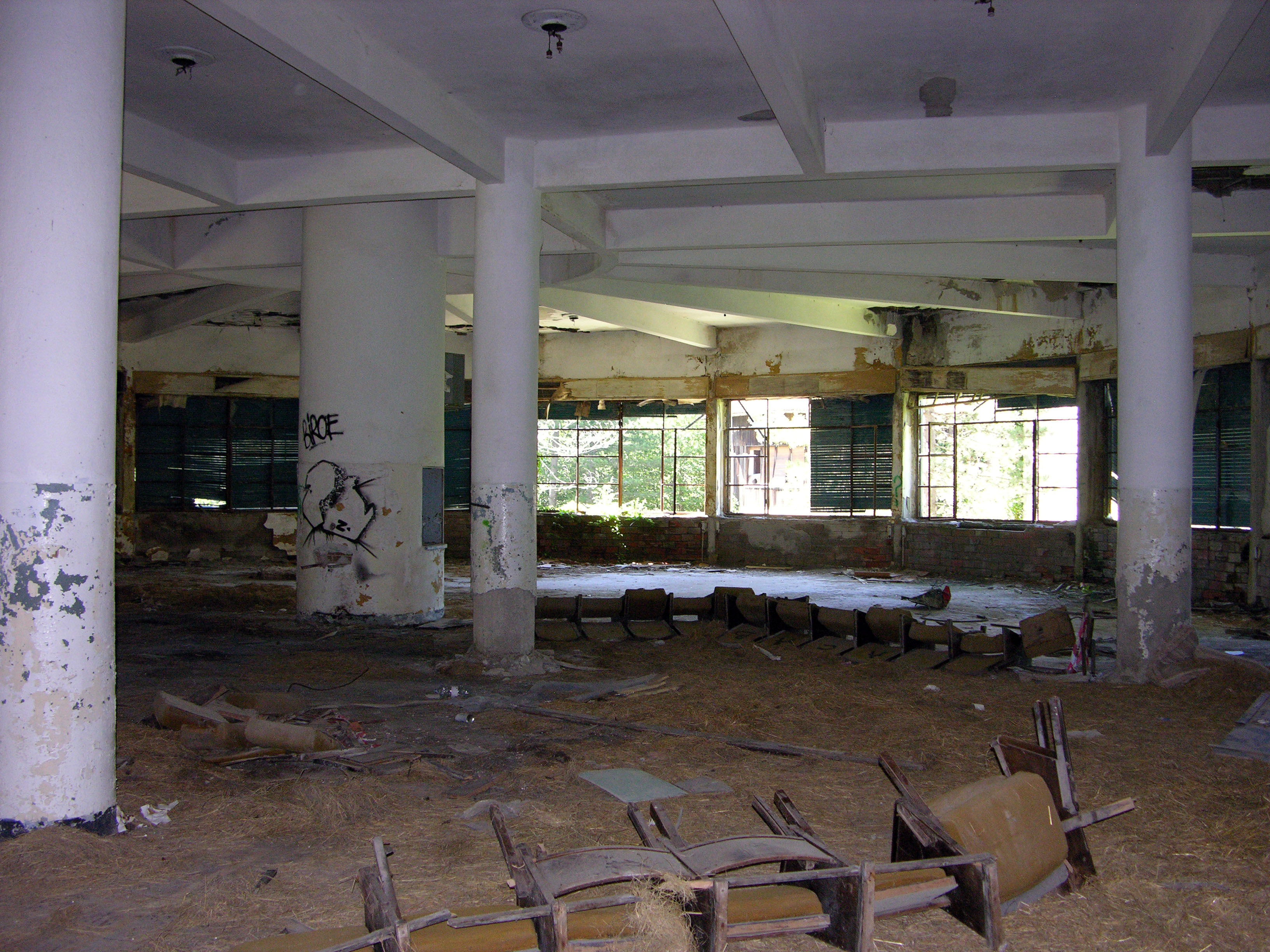
Interno - Refettorio 2